# FC Khimik Kara-Balta
O FC Khimik Kara-Balta é um clube de futebol do Quirguistão fundado em 1992 na cidade de Kara-Balta. O clube disputa o Campeonato Quirguistanês de Futebol.
Atualmente, joga pela segunda divisão do Campeonato Quirguistanês de Futebol. Seu atual presidente é Diego Boscolo.[carece de fontes?]